# Kale
Kale (XXXVII, S/2001 J8) är en av Jupiters månar. Den upptäcktes den 9 december 2001 av en grupp astronomer vid University of Hawaii. Kale är cirka 2 kilometer i diameter och roterar kring Jupiter på ett avstånd av cirka 23 217 000 kilometer.